# Fatos Nano
Pour les articles homonymes, voir Nano (homonymie).
Fatos Thanas Nano, né le 16 septembre 1952 à Tirana, est un homme d'État albanais, membre du Parti socialiste d'Albanie (PSSh).
Économiste marxiste et universitaire, il entre au gouvernement de la République populaire socialiste d'Albanie en décembre 1990. Il en prend la direction pour la première fois deux mois plus tard. En juin 1991, peu après avoir quitté le pouvoir, il est porté à la présidence du PSSh, qui remplace l'ancien parti unique.
Il est emprisonné entre 1994, à la suite d'accusations de détournement de fonds. Il sort de prison en mars 1997 et revient au pouvoir quatre mois après, ayant remporté une large majorité aux élections anticipées. Il doit démissionner en octobre 1998 après une crise socio-politique.
Il retrouve une dernière fois le poste de Premier ministre d'Albanie en juillet 2002. Trois ans plus tard, le PSSh perd les élections législatives et Nano met un terme à sa vie politique en cédant le pouvoir à Sali Berisha et la présidence du parti à Edi Rama.

## Biographie

### Études et vie professionnelle
Inscrit à l'université de Tirana, il obtient en 1972 une maîtrise en économie politique. Il est alors recruté par son université pour enseigner cette matière. En parallèle, il devient fonctionnaire au sein de l'Institut des études marxistes-léninistes.
Il passe avec succès son doctorat en 1983.

### Débuts en politique
Il appartient à l'époque au Parti du travail d'Albanie (PPSh), parti unique de l'Albanie socialiste. Il est nommé le 23 décembre 1990 secrétaire général du Conseil des ministres dans le troisième gouvernement formé par Adil Çarçani. À 38 ans, il accède à sa première fonction exécutive.
Il change de responsabilité dès le 31 janvier 1991, après avoir été désigné vice-président du Conseil des ministres.

### Président du Conseil
Le 22 février 1991, Fatos Nano est nommé président du Conseil des ministres par le président de la République Ramiz Alia. Il est donc chef de file du PPSh pour les élections constituantes de mars et avril suivant. Le scrutin est marqué par une très large victoire du PPSh et il se voit reconduit le 12 mai à la tête du gouvernement.
Faisant face à des grèves et manifestations violentes, il remet sa démission dès le 5 juin, ayant passé un peu plus de trois mois au pouvoir.

### Chef de l'opposition
Le 14 juin, il prend la présidence du Parti socialiste d'Albanie, qui succède au PPSh, renonçant au marxisme-léninisme au profit de la social-démocratie. À la suite des élections législatives de mars 1992, il prend la tête de l'opposition au Parti démocrate d'Albanie (PDSh) du président de la République Sali Berisha.
Il est accusé en juillet 1993 d'avoir détourné sept millions de dollars d'aide internationale. La justice le condamne en juillet 1994 à 12 ans de prison. Il est alors considéré comme un « prisonnier politique » par le Parlement européen. Il est libéré en pleine guerre civile, en mars 1997.

### Retour au pouvoir
Le président Berisha doit convoquer des élections législatives anticipées le 29 juin suivant, avec un second tour une semaine plus tard. Ce scrutin donne au Parti socialiste une large majorité de 101 députés sur 155. Malgré cette large majorité, il conclut un accord de coalition. Il redevient alors Premier ministre le 24 juillet suivant, et dispose d'une assise de 113 sièges à l'Assemblée.
Le 13 septembre 1998, de violentes manifestations éclatent à Tirana au lendemain de l'assassinat d'Azem Hajdari, cadre du Parti démocrate et bras droit de Sali Berisha. Accusé d'être responsable de ce meurtre, Nano se résout à démissionner au bout de 15 jours, après avoir constaté qu'il ne bénéficiait pas du soutien de son parti pour mettre fin à cette crise. Il est remplacé le 2 octobre par Pandeli Majko.

### Premier ministre une dernière fois
Bien qu'il reste président du Parti socialiste, il est exclu du pouvoir. Le 25 juillet 2002, au lendemain de l'entrée en fonction du nouveau président de la République Alfred Moisiu, dont il a permis l'élection en accord avec le PDSh, il demande à la direction du PSSh de le proposer comme nouveau chef de l'exécutif. Majko, qui avait retrouvé la direction du cabinet en février précédent, doit donc démissionner.
Le 31 juillet, Fatos Nano est investi pour la troisième fois comme chef du gouvernement albanais et constitue sa quatrième équipe ministérielle. Il forme une alliance avec le Parti social-démocrate d'Albanie (PSD), le Parti agrarien d'Albanie (PASh) et le Parti de l'Union pour les droits de l'homme (PBDNJ).

### Fin de vie politique
Aux élections du 3 juillet 2005, le Parti démocrate remporte la majorité relative et le Parti socialiste perd les deux cinquièmes de son groupe parlementaire. Assumant cette défaite, il démissionne le 1er septembre suivant de la présidence du PSSh, à laquelle Edi Rama le remplace peu après.